# FUNK
FUNK eller FUNC är en akronym för Front Uni National pour Cambodge som var en gerillarörelse i Kambodja ledd av prins Norodom Sihanouk. Deras mål var att förinta den korrupte generalen Lon Nols amerikanskstödda trupper. På Sihanouks anmodan uppgick Kambodjas kommunistiska parti i rörelsen. Genom att bli förknippade med nationalhjälten Sihanouk fick de legitimitet bland stora grupper av landsbygdsbefolkningen, vilket bäddade för deras revolution.